# Kabinett Widodo II

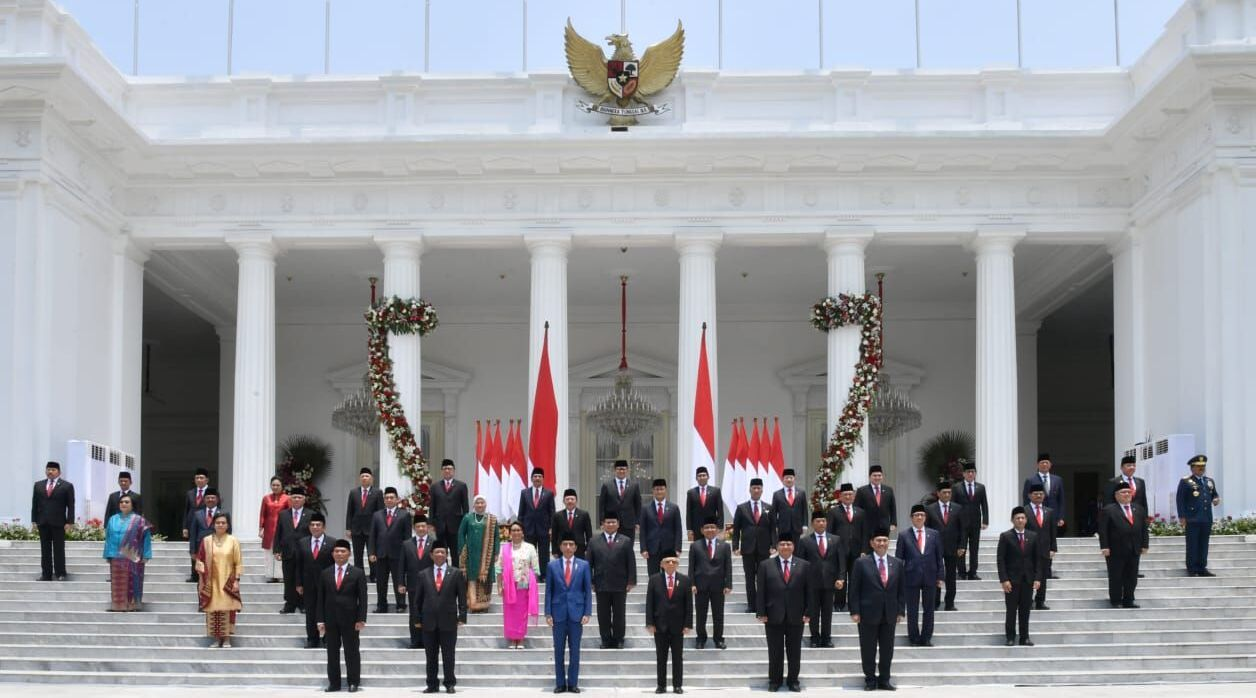
Die Kabinettsmitglieder nach der Amtseinführung

Das Indonesische Kabinett Vorwärts oder Indonesische Vorwärts-Kabinett (indonesisch Kabinet Indonesia Maju, englisch Indonesia Forward Cabinet) bildete von Oktober 2019 bis Oktober 2024 die Regierung von Indonesien. Es löste das vorher amtierende Arbeitskabinett ab und wurde anschließend vom Rot Weiß Kabinett abgelöst. 

## Mitglieder

### Präsident und Vizepräsident
| Amt             | Amtsinhaber | Amtsinhaber | Amtszeit              | Partei    |
| --------------- | ----------- | ----------- | --------------------- | --------- |
| Staatspräsident |             | Joko Widodo | seit 20. Oktober 2019 | PDI-P     |
| Vizepräsident   |             | Ma’ruf Amin | seit 20. Oktober 2019 | Parteilos |

### Koordinierende Minister
| Amt                                                                     | Minister | Minister                | Amtszeit                                             | Partei    |
| ----------------------------------------------------------------------- | -------- | ----------------------- | ---------------------------------------------------- | --------- |
| Koordinierender Minister für Politik, Recht und Sicherheit              |          | Mahfud MD               | 23. Oktober 2019 bis 1. Februar 2024                 | Parteilos |
| Koordinierender Minister für Politik, Recht und Sicherheit              |          | Tito Karnavian          | 2. Februar 2024 bis 21. Februar 2024 (kommissarisch) | Parteilos |
| Koordinierender Minister für Politik, Recht und Sicherheit              |          | Hadi Tjahjanto          | 21. Februar 2024 bis 20. Oktober 2024                | Parteilos |
| Koordinierender Minister für Wirtschaft                                 |          | Airlangga Hartarto      | 23. Oktober 2019 bis 20. Oktober 2024                | Golkar    |
| Koordinierender Minister für maritime Angelegenheiten und Investitionen |          | Luhut Binsar Pandjaitan | 23. Oktober 2019 bis 20. Oktober 2024                | Golkar    |
| Koordinierender Minister für menschliche Entwicklung und Kultur         |          | Muhadjir Effendy        | 23. Oktober 2019 bis 20. Oktober 2024                | Parteilos |

### Minister
| Amt | Amtsinhaber | Amtsinhaber                        | Amtszeit                                                 | Partei                              |
| --- | ----------- | ---------------------------------- | -------------------------------------------------------- | ----------------------------------- |
| Minister im Staatssekretariat |             | Pratikno                           | 23. Oktober 2019 bis 20. Oktober 2024                    | Parteilos                           |
| Innenminister |             | Tito Karnavian                     | 23. Oktober 2019 bis 20. Oktober 2024                    | Parteilos                           |
| Außenministerin |             | Retno Marsudi                      | 23. Oktober 2019 bis 20. Oktober 2024                    | Parteilos                           |
| Verteidigungsminister |             | Prabowo Subianto                   | 23. Oktober 2019 bis 20. Oktober 2024                    | Gerindra                            |
| Minister für Recht und Menschenrechte |             | Yasonna Laoly                      | seit 23. Oktober 2019 bis 19. August 2024                | PDI-P                               |
| Minister für Recht und Menschenrechte |             | Supratman Andi Agtas               | 19. August 2024 bis 20. Oktober 2024                     | Gerindra                            |
| Finanzministerin |             | Sri Mulyani                        | 23. Oktober 2019 bis 20. Oktober 2024                    | Parteilos                           |
| Minister für Energie und Bodenschätze |             | Arifin Tasrif                      | 23. Oktober 2019 bis 19. August 2024                     | Parteilos                           |
| Minister für Energie und Bodenschätze |             | Bahlil Lahadalia                   | 19. August 2024 bis 20. Oktober 2024                     | Golkar                              |
| Industrieminister |             | Agus Gumiwang Kartasasmita         | 23. Oktober 2019 bis 20. Oktober 2024                    | Golkar                              |
| Handelsminister |             | Agus Suparmanto                    | 23. Oktober 2019 bis 23. Dezember 2020                   | PKB                                 |
| Handelsminister |             | Muhammad Lutfi                     | 23. Dezember 2020 bis 15. Juni 2022                      | Parteilos                           |
| Handelsminister |             | Zulkifli Hasan                     | 15. Juni 2022 bis 20. Oktober 2024                       | PAN                                 |
| Landwirtschaftsminister |             | Syahrul Yasin Limpo                | 3. Oktober 2019 bis 6. Oktober 2023                      | Nasdem                              |
| Landwirtschaftsminister |             | Arief Prasetyo Adi (kommissarisch) | 6. Oktober 2023 bis 25. Oktober 2023                     | Parteilos                           |
| Landwirtschaftsminister |             | Andi Amran Sulaiman                | 25. Oktober 2023 bis 20. Oktober 2024                    | Parteilos                           |
| Minister für Umwelt und Forstwirtschaft |             | Siti Nurbaya Bakar                 | 23. Oktober 2019 bis 20. Oktober 2024                    | Nasdem                              |
| Verkehrsminister |             | Budi Karya Sumadi                  | 23. Oktober 2019 bis 14. März 2020                       | Parteilos                           |
| Verkehrsminister |             | Luhut Binsar Pandjaitan            | 14. März 2020 bis 6. Mai 2020 (kommissarisch)            | Golkar                              |
| Verkehrsminister |             | Budi Karya Sumadi                  | 6. Mai 2020 bis 20. Oktober 2024                         | Parteilos                           |
| Minister für Meeresangelegenheiten und Fischerei |             | Edhy Prabowo                       | 23. Oktober 2019 bis 26. November 2020                   | Gerindra                            |
| Minister für Meeresangelegenheiten und Fischerei |             | Luhut Binsar Pandjaitan            | 26. November 2020 bis 2. Dezember 2020 (kommissarisch)   | Golkar                              |
| Minister für Meeresangelegenheiten und Fischerei |             | Syahrul Yasin Limpo                | 2. Dezember 2020 bis 23. Dezember 2020 (kommissarisch)   | Nasdem                              |
| Minister für Meeresangelegenheiten und Fischerei |             | Sakti Wahyu Trenggono              | 23. Dezember 2020 bis 20. Oktober 2024                   | Parteilos                           |
| Arbeitsministerin |             | Ida Fauziyah                       | 23. Oktober 2019 bis 20. Oktober 2024                    | PKB                                 |
| Minister für öffentliche Arbeiten und öffentlichen Wohnungsbau |             | Basuki Hadimuljono                 | 23. Oktober 2019 bis 20. Oktober 2024                    | Parteilos                           |
| Gesundheitsminister |             | Terawan Agus Putranto              | 23. Oktober 2019 bis 23. Dezember 2020                   | Parteilos                           |
| Gesundheitsminister |             | Budi Gunadi Sadikin                | 23. Dezember 2020 bis 20. Oktober 2024                   | Parteilos                           |
| Minister für Bildung, Kultur, Forschung und Technologie (vor dem 28. April 2021 zum Minister für Bildung und Kultur ernannt)                                                     |             | Nadiem Makarim                     | 23. Oktober 2019 bis 20. Oktober 2024                    | Parteilos                           |
| Minister für Agrarangelegenheiten und Raumplanung |             | Sofyan Djalil                      | 23. Oktober 2019 bis 15. Juni 2022                       | Parteilos                           |
| Minister für Agrarangelegenheiten und Raumplanung |             | Hadi Tjahjanto                     | 15. Juni 2022 bis 21. Februar 2024                       | Parteilos                           |
| Minister für Agrarangelegenheiten und Raumplanung |             | Agus Harimurti Yudhoyono           | 21. Februar 2024 bis 20. Oktober 2024                    | Demokrat                            |
| Minister für soziale Angelegenheiten |             | Juliari Batubara                   | 23. Oktober 2019 bis 6. Dezember 2020                    | PDI-P                               |
| Minister für soziale Angelegenheiten |             | Muhadjir Effendy                   | 6. Dezember 2020 bis 23. Dezember 2020 (kommissarisch)   | Parteilos                           |
| Minister für soziale Angelegenheiten |             | Tri Rismaharini                    | 23. Dezember 2020 bis 6. September 2024                  | PDI-P                               |
| Minister für soziale Angelegenheiten |             | Muhadjir Effendy                   | 6. September 2024 bis 11. September 2024 (kommissarisch) | Parteilos                           |
| Minister für soziale Angelegenheiten |             | Saifullah Yusuf                    | 11. September 2024 bis 20. Oktober 2024                  | PDI-P                               |
| Minister für religiöse Angelegenheiten |             | Fachrul Razi                       | 23. Oktober 2019 bis 23. Dezember 2020                   | Parteilos                           |
| Minister für religiöse Angelegenheiten |             | Yaqut Cholil Qoumas                | 23. Dezember 2020 bis 20. Oktober 2024                   | PKB                                 |
| Minister für Kommunikation und Informationstechnologie |             | Johnny G. Plate                    | 23. Oktober 2019 bis 19. Mai 2023                        | Nasdem                              |
| Minister für Kommunikation und Informationstechnologie |             | Mahfud MD                          | 19. Mai bis 17. Juli 2023 (kommissarisch)                | Parteilos                           |
| Minister für Kommunikation und Informationstechnologie |             | Budi Arie Setiadi                  | 17. Juli 2023 bis 20. Oktober 2024                       | Parteilos                           |
| Minister für Forschung und Technologie /Leiter des Nationalen Forschungs- und Innovationsausschusses (am 28. April 2021 in das Ministerium für Bildung und Kultur eingegliedert) |             | Bambang Brodjonegoro               | 23. Oktober 2019 bis 28. April 2021                      | Parteilos                           |
| Minister für Genossenschaften und kleine und mittlere Unternehmen |             | Teten Masduki                      | 23. Oktober 2019 bis 20. Oktober 2024                    | Parteilos                           |
| Ministerin für Frauenförderung und Kinderschutz |             | I Gusti Ayu Bintang Darmawati      | 23. Oktober 2019 bis 20. Oktober 2024                    | PDI-P                               |
| Minister für administrative und bürokratische Reformen |             | Tjahjo Kumolo                      | 23. Oktober 2019 bis 1. Juli 2022                        | PDI-P                               |
| Minister für administrative und bürokratische Reformen |             | Mahfud MD                          | 1. Juli bis 4. Juli 2022 (kommissarisch)                 | Parteilos                           |
| Minister für administrative und bürokratische Reformen |             | Tito Karnavian                     | 4. Juli bis 16. Juli 2022 (kommissarisch)                | Parteilos                           |
| Minister für administrative und bürokratische Reformen |             | Mahfud MD                          | 16. Juli bis 7. September 2022 (kommissarisch)           | Parteilos                           |
| Minister für administrative und bürokratische Reformen |             | Abdullah Azwar Anas                | 7. September 2022 bis 20. Oktober 2024                   | PDI-P                               |
| Minister für Dörfer, Entwicklung benachteiligter Regionen und Transmigration |             | Abdul Halim Iskandar               | 23. Oktober 2019 bis 20. Oktober 2024                    | PKB                                 |
| Minister für nationale Entwicklungsplanung/ Leiter der Nationalen Agentur für Entwicklungsplanung                                                                                |             | Suharso Monoarfa                   | 23. Oktober 2019 bis 20. Oktober 2024                    | PPP                                 |
| Minister für Staatsunternehmen |             | Erick Thohir                       | 23. Oktober 2019 bis 20. Oktober 2024                    | Parteilos                           |
| Minister für Tourismus und Kreativwirtschaft/ Leiter der Agentur für Tourismus und Kreativwirtschaft                                                                             |             | Wishnutama                         | 23. Oktober 2019 bis 23. Dezember 2020                   | Parteilos                           |
| Minister für Tourismus und Kreativwirtschaft/ Leiter der Agentur für Tourismus und Kreativwirtschaft                                                                             |             | Sandiaga Uno                       | 23. Dezember 2020 bis 20. Oktober 2024                   | Gerindra (bis 2023) PPP (seit 2023) |
| Minister für Jugend und Sport |             | Zainudin Amali                     | 23. Oktober 2019 bis 13. März 2023                       | Golkar                              |
| Minister für Jugend und Sport |             | Muhadjir Effendy                   | 13. März 2023 bis 3. April 2023 (kommissarisch)          | Parteilos                           |
| Minister für Jugend und Sport |             | Dito Ariotedjo                     | 3. April 2023 bis 20. Oktober 2024                       | Golkar                              |
| Minister für Investitionen/ Leiter des Investment Coordinating Board |             | Bahlil Lahadalia                   | 28. April 2021 bis 19. August 2024                       | Parteilos                           |
| Minister für Investitionen/ Leiter des Investment Coordinating Board |             | Rosan Roeslani                     | 19. August 2024 bis 20. Oktober 2024                     | Parteilos                           |

### Stellvertretende Minister
| Amt | Amtsinhaber | Amtsinhaber                | Amtszeit                               | Partei        |
| --- | ----------- | -------------------------- | -------------------------------------- | ------------- |
| Stellvertretender Innenminister                                                                                           |             | John Wempi Wetipo          | 15. Juni 2022 bis 27. September 2024   | PDI-P         |
| Stellvertretender Außenminister                                                                                           |             | Mahendra Siregar           | 25. Oktober 2019 bis 20. Juli 2022     | Parteilos     |
| Stellvertretender Außenminister                                                                                           |             | Pahala Mansury             | 17. Juli 2023 bis 20. Oktober 2024     | Parteilos     |
| Stellvertretender Verteidigungsminister                                                                                   |             | Wahyu Sakti Trenggono      | 25. Oktober 2019 bis 23. Dezember 2020 | Parteilos     |
| Stellvertretender Verteidigungsminister                                                                                   |             | Muhammad Herindra          | 23. Dezember 2020 bis 20. Oktober 2024 | Parteilos     |
| Stellvertretender Minister für religiöse Angelegenheiten                                                                  |             | Zainut Tauhid              | 25. Oktober 2019 bis 17. Juli 2023     | PPP           |
| Stellvertretender Minister für religiöse Angelegenheiten                                                                  |             | Saiful Rahmat Dasuki       | 17. Juli 2023 bis 20. Oktober 2024     | PPP           |
| Stellvertretender Finanzminister                                                                                          |             | Suahasil Nazara            | 25. Oktober 2019 bis 20. Oktober 2024  | Parteilos     |
| Stellvertretender Handelsminister                                                                                         |             | Jerry Sambuaga             | 25. Oktober 2019 bis 20. Oktober 2024  | Golkar        |
| Stellvertretender Minister für öffentliche Arbeiten und Wohnungsbau                                                       |             | John Wempi Wetipo          | 25. Oktober 2019 bis 15. Juni 2022     | PDI-P         |
| Stellvertretender Minister für Umwelt und Forstwirtschaft                                                                 |             | Alue Dohong                | 25. Oktober 2019 bis 20. Oktober 2024  | Parteilos     |
| Stellvertretender Minister für Dörfer, Entwicklung benachteiligter Regionen und Transmigration                            |             | Budi Arie Setiadi          | 25. Oktober 2019 bis 17. Juli 2023     | Parteilos     |
| Stellvertretender Minister für Dörfer, Entwicklung benachteiligter Regionen und Transmigration                            |             | Paiman Raharjo             | 17. Juli 2023 bis 20. Oktober 2024     | Parteilos     |
| Stellvertretender Minister für Agrarangelegenheiten und Raumplanung (Stellvertretender Leiter der Nationalen Landagentur) |             | Surya Tjandra              | 25. Oktober 2019 bis 15. Juni 2022     | PSI           |
| Stellvertretender Minister für Agrarangelegenheiten und Raumplanung (Stellvertretender Leiter der Nationalen Landagentur) |             | Raja Juli Antoni           | 15. Juni 2022 bis 20. Oktober 2024     | PSI           |
| Stellvertretende Minister für Staatsunternehmen                                                                           |             | Budi Gunadi Sadikin        | 25. Oktober 2019 bis 23. Dezember 2020 | Parteilos     |
| Stellvertretende Minister für Staatsunternehmen                                                                           |             | Kartika Wirjoatmodjo       | 25. Oktober 2019 bis 20. Oktober 2024  | Parteilos     |
| Stellvertretende Minister für Staatsunternehmen                                                                           |             | Pahala Mansury             | 23. Dezember 2020 bis 17. Juli 2023    | Parteilos     |
| Stellvertretende Minister für Staatsunternehmen                                                                           |             | Rosan Roeslani             | 17. Juli 2023 25. Oktober 2023         | Parteilos     |
| Stellvertretende Ministerin für Tourismus und Kreativwirtschaft                                                           |             | Angela Tanoesoedibjo       | 25. Oktober 2019 bis 20. Oktober 2024  | Perindo Party |
| Stellvertretende Gesundheitsminister                                                                                      |             | Dante Saksono Harbuwono    | 23. Dezember 2020 bis 20. Oktober 2024 | Parteilos     |
| Stellvertretende Landwirtschaftsminister                                                                                  |             | Harfiq Husnul Qolbi        | 23. Dezember 2020 bis 20. Oktober 2024 | Parteilos     |
| Stellvertretende Minister für Recht und Menschenrechte                                                                    |             | Edward Omar Sharif Hiariej | 23. Dezember 2020 bis 7. Dezember 2023 | Parteilos     |
| Stellvertretende Arbeitsminister                                                                                          |             | Afriansyah Noor            | 15. Juni 2022 bis 20. Oktober 2024     | PBB           |
| Stellvertretende Minister für Kommunikation und Informationstechnologie                                                   |             | Nezar Patria               | 17. Juli 2023 bis 20. Oktober 2024     | Parteilos     |

### Weitere Kabinettsmitglieder
| Amt                                        | Amtsinhaber | Amtsinhaber                       | Amtszeit                                |
| ------------------------------------------ | ----------- | --------------------------------- | --------------------------------------- |
| Kabinettssekretär                          |             | Pramono Anung                     | 22. Oktober 2019 bis 22. September 2024 |
| Chef des Präsidentenstabes                 |             | Moeldoko                          | 22. Oktober 2019 bis 20. Oktober 2024   |
| Generalstaatsanwalt                        |             | Arminsyah (kommissarisch)         | 21. Oktober 2019 bis 23. Oktober 2019   |
| Generalstaatsanwalt                        |             | Sanitiar Burhanuddin              | seit 23. Oktober 2019                   |
| Kommandeur der indonesischen Nationalarmee |             | Hadi Tjahjanto                    | 8. Dezember 2017 bis 17. November 2021  |
| Kommandeur der indonesischen Nationalarmee |             | Andika Perkasa                    | 17. November 2021 bis 19. Dezember 2022 |
| Kommandeur der indonesischen Nationalarmee |             | Yudo Margono                      | seit 19. Dezember 2022                  |
| Leiter der indonesischen Nationalpolizei   |             | Ari Dono Sukmanto (kommissarisch) | 22. Oktober 2019 bis 1. November 2019   |
| Leiter der indonesischen Nationalpolizei   |             | Idham Azis                        | 1. November 2019 bis 27. Januar 2021    |
| Leiter der indonesischen Nationalpolizei   |             | Listyo Sigit Prabowo              | seit 27. Januar 2021                    |
| Leiter der State Intelligence Agency       |             | Budi Gunawan                      | seit 9. September 2016                  |
| Leiter des Investment Coordinating Board   |             | Bahlil Lahadalia                  | 23. Oktober 2019 bis 19. Juli 2024      |